# Juha Haukkala
Juha Haukkala (* 28. Juni 1978 in Seinäjoki) ist ein ehemaliger finnischer Freestyle-Skier. Er startete in der Disziplin Skicross.

## Werdegang
Haukkala begann seine Karriere als alpiner Skirennläufer, wobei er von 1995 bis 2003 vorwiegend an FIS-Rennen teilnahm und dabei zwei Rennen gewann. Zudem kam er bei den Juniorenweltmeisterschaften 1998 auf den 52. Platz im Super-G und nahm bei der Winter-Universiade 2001 in Zakopane an zwei Rennen teil, wobei er bei beiden Rennen im zweiten Lauf ausschied. Als Skicrosser startete er im Februar 2003 im Riihivuori. Dabei holte er seinen einzigen Sieg im European Cup. Im folgenden Monat gab er in Les Contamines sein Debüt im Freestyle-Skiing-Weltcup und errang dort den 53. Platz. In der Saison 2004/05 wurde er bei den Weltmeisterschaften 2005 in Ruka Siebter und gewann bei der Winter-Universiade 2005 in Seefeld in Tirol die Goldmedaille. In der folgenden Saison erreichte er mit dem 18. Platz im Skicross-Weltcup sein bestes Gesamtergebnis. Bei den Weltmeisterschaften 2007 in Madonna di Campiglio fuhr er auf den 11. Platz. In der Saison 2007/08 erreichte er mit Platz fünf am Kreischberg seine erste Top-Zehn-Platzierung im Weltcup und zugleich bestes Ergebnis im Weltcup. In den folgenden Jahren kam er mit Platz acht im Januar 2009 in Lake Placid sowie Rang neun im Januar 2010 in Alpe d’Huez erneut im Weltcup unter die ersten Zehn. Bei den Weltmeisterschaften 2009 in Inawashiro belegte er den 17. Platz und bei den Olympischen Winterspielen 2010 in Vancouver den 26. Rang. Seinen 46. und damit letzten Weltcup absolvierte er im März 2011 in Branäs, welchen er auf dem 39. Platz beendete.

## Erfolge

### Olympische Spiele
- 2010 Vancouver: 26. Platz Skicross

### Weltmeisterschaften
- 2005 Ruka: 7. Platz Skicross
- 2007 Madonna di Campiglio: 11. Platz Skicross
- 2009 Inawashiro: 17. Platz Skicross

### Weltcupwertungen
| Saison  | Gesamt | Gesamt | Skicross | Skicross |
| Saison  | Platz  | Punkte | Platz    | Punkte   |
| ------- | ------ | ------ | -------- | -------- |
| 2003/04 | 163.   | 2      | 46.      | 15       |
| 2004/05 | 133.   | 2      | 48.      | 15       |
| 2005/06 | 67.    | 13     | 18.      | 64       |
| 2006/07 | 91.    | 7      | 20.      | 33       |
| 2007/08 | 99.    | 7      | 28.      | 58       |
| 2008/09 | 85.    | 10     | 25.      | 88       |
| 2009/10 | 72.    | 10     | 23.      | 113      |

### Europacup
- 1 Sieg

### Winter-Universiade
- Seefeld 2005: 1. Platz Skicross